# Francisco Copado
Francisco Copado (Kiel, 19. srpnja 1974.) je umirovljeni profesionalni njemački nogometaš španjolskog porijekla. Igračku karijeru je završio u SpVgg Unterhachingu u 2009. godini.